# Ignoratio elenchi
L'ignoratio elenchi (dal latino traducibile alla lettera ignoranza della confutazione, ignorare la confutazione), anche come conclusione irrilevante è una locuzione latina utilizzata per indicare il tipo di fallacia che consiste nel presentare un argomento, valido o meno, fuori tema (cioè a sostegno di qualcosa di diverso da ciò che originariamente si cercava di dimostrare). Rientra nella classe delle fallacie di rilevanza.

## Origine dell'espressione
L'espressione "ignoratio elenchi" può essere approssimativamente tradotta con "ignoranza della questione", o "dell'argomentazione"; "elenchus" è una latinizzazione del sostantivo greco ἔλεγχος (élenchos), che nella polemica filosofica rappresenta il presupposto teorico da cui si distanzia indebitamente il contraddittore, il cui argomento dunque "non prova ciò che dovrebbe provare".

## "Aringa rossa"
Nei Paesi anglosassoni, quando questa fallacia logica viene utilizzata nel tentativo intenzionale di confondere o distrarre l'interlocutore, si è soliti chiamarla red herring ("aringa rossa"). L'espressione deriva dall'usanza di salare e affumicare le aringhe (che con questo trattamento diventano rosso-brunastre) per conservarle a lungo. Durante le campagne di caccia le aringhe affumicate distraevano i cani dalla traccia e potevano essere usate dai cacciatori per sviare su false piste i cani dei cacciatori concorrenti.
Fino a quando la cultura classica governava il linguaggio filosofico anglosassone, il sintagma latino "ignoratio elenchi" era quello più usato per definire il concetto.
In letteratura e nelle arti cinematografiche, l'"aringa rossa" è una tattica narrativa finalizzata a indirizzare il lettore/spettatore verso una conclusione sbagliata. Quest'uso del termine è stato reso popolare da William Cobbett ed è stato spesso impiegato da Alfred Hitchcock.

## Esempi di effetto dilatorio o fuorviante
"Se il sindacalista fa notare che «in campo occupazionale la politica del governo è stata fallimentare», il ministro si sottrarrà all'imbarazzo facendo rilevare che «il governo ha accresciuto il tempo libero dei lavoratori occupati». La risposta non soddisferà certo l'interlocutore, ma in questo modo l'interpellato ha guadagnato tempo e non ha perso punti. Questa tecnica va sotto il nome di ignoratio elenchi, vale a dire non capire, o fingere di non capire, qual è il problema in discussione. Il suo uso comporta delle speciali insidie per l'interlocutore in quanto pur essendo un colpo fuori bersaglio prestabilito, va comunque a segno; è come colpire un fagiano durante una caccia al cinghiale. Non è la preda che si voleva, ma qualcosa il cacciatore si porta a casa".
Nella contrapposizione tra fazioni sui social network, espressioni come "E i marò?" sono state trattate come esempi di ignoratio elenchi: provocate dal desiderio di proclamare un'appartenenza di schieramento più che dal genuino desiderio di accrescere il profilo cognitivo del dibattito politico, questo artificio retorico mira al dileggio della parte avversaria.